# Halicyclops thermophilus
Halicyclops thermophilus – gatunek widłonoga z rodziny Halicyclopidae. Nazwa naukowa tych skorupiaków została opublikowana w 1929 roku przez niemieckiego zoologa Friedricha Kiefera.